# Jas (Sänger)
Jas (* 2004; Eigenschreibweise: JAS) ist ein deutscher Popsänger aus Berlin. 

## Leben
2023, nach dem Abitur, zog Jas nach Berlin, um dort eine Ausbildung zu machen. Auf einem Konzert lernte er zwei neue Freunde kennen, mit denen er gemeinsam Musik machte. Seinen ersten Song Winterherz veröffentlichte er über die Videoplattform TikTok und bekam dort großen Zuspruch. Er veröffentlichte ihn anschließend auf Spotify, wo er innerhalb einer Woche knapp 1.700.000 Streams erhielt. Insgesamt erreichte er in der Veröffentlichungswoche Platz 62 der deutschen Charts.
Jas steht bei Polydor/Universal Music Group unter Vertrag.

## Diskografie

### EPs
- 2024: Vier weiße Wände (Polydor)

### Singles
- 2023: Winterherz (Polydor)
- 2024: Straßengraben (Polydor)
- 2024: Irgendwann (Polydor)
- 2024: Vielleicht (Polydor)
- 2025: Schachmatt (Polydor)
- 2025: Stacheldraht (Polydor)
- 2025: Blaue Augen (Polydor)